# Hospitium

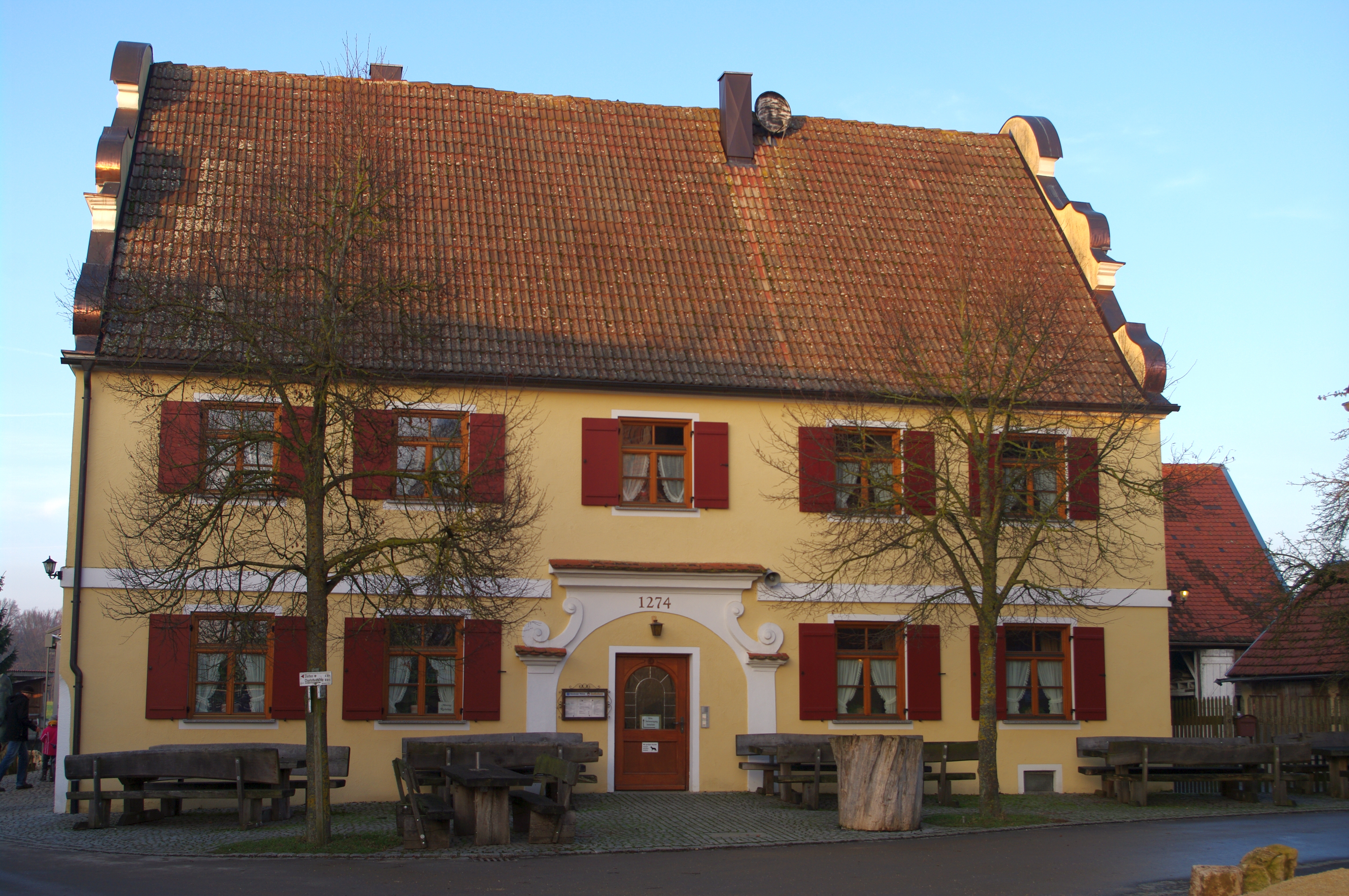
Representante de hospitium.

Hospitium (grego: ξενία) é o antigo greco-romano conceito de hospitalidade como um direito divino de todos os hóspedes e um dever divino do hospedeiro. Costumes similares são conhecidos em outras culturas, embora nem sempre por esse nome.

## Hospedagem
Nos tempos homéricos, todos os estrangeiros, sem exceção, foram considerados como estando sob proteção do Zeus Xenios, o deus do desconhecido e dos suplicantes, e tinham o direito da hospitalidade. Imediatamente após sua chegada, o desconhecido era vestido se hospedar, sem nenhuma investigação a ser feita a respeito de seu nome ou de sua  antecedência até que os deveres do hóspede estivessem cumpridos. 

## Cristianismo
Na Idade Média, o termo foi estendido, através da Europa, para se referir ao edifício ou complexo de edifícios ligados a um mosteiro, onde os peregrinos e outros convidados menores poderiam encontrar hospitalidade, incluindo dormitório baseada em alojamentos.